# Bağcığaz, Safranbolu
Bağcığaz là một xã thuộc huyện Safranbolu, tỉnh Karabük, Thổ Nhĩ Kỳ. Dân số thời điểm năm 2010 là 101 người.